# Banda Musical de Calvos
A Banda Musical de Calvos, é  uma banda filarmónica sediada na freguesia de Calvos, na Póvoa de Lanhoso, Portugal. 
Fundada no ano de 1842 tem atualmente cerca de 60 executantes.
O escritor Camilo Castelo Branco, no romance “A Brasileira de Prazins”, faz referência à existência de músicos “[…] na freguesia de Calvos havia comédias nos três dias de Entrudo […] O Veríssimo dera três passos para acender um cigarro no de um músico que estava sentado num bombo”.
Também no romance “Maria da Fonte”, do mesmo autor, a referência à Banda de Calvos é bem clara “[…] No dia seguinte, convergiram às Chãs […]. a música de Calvos a bufar o Rei Chegou […]”.